# Marquee Club
The Marquee byl hudební klub, který se při svém otevření v roce 1958 nacházel na Oxford Street v čísle 165 v Londýně. Pořádaly se zde jazzové a skiffleové koncerty. Během svého nejslavnějšího období, v letech 1964–1988, byl v čísle 90 na Wardour Street v Soho. Do svého konečného zavření v roce 1996 se nacházel v čísle 105 na Charing Cross Road. Během 21. století vznikly pod tímto názvem tři kluby, ale ani jeden neuspěl.
Byl to vždy malý a poměrně levný klub, který se nacházel v srdci hudebního průmyslu v londýnském West Endu. Svou kariéru v něm začínalo mnoho rockových hudebníků. Dne 12. července 1962 zde proběhl první koncert The Rolling Stones.